# 428 Monachia
428 Monachia (mednarodno ime je tudi 428 Monachia) je asteroid v glavnem asteroidnem pasu.

## Odkritje
Asteroid je odkril nemški astronom Walther Villiger ( 1872 – 1938) 18. novembra 1897 v  Münchnu. Imenuje se po latinskem imenu za München.

## Lastnosti
Asteroid Monachia obkroži Sonce v 3,51 letih. Njegova tirnica ima izsrednost 0,178, nagnjena pa je za 6,199° proti ekliptiki. Njegov premer je 17,65 km .